# Відділення хімії НАН України
Відділення хімії НАН України — структурний підрозділ Національної академії наук України Секції хімічних та біологічних наук [Архівовано 17 жовтня 2021 у Wayback Machine.]

## Історія
Найменування відділення
- з	01.01.1992	Відділення хімії
- з	01.01.1971	Відділення хімії та хімічної технології
- з	01.01.1963	Відділ хімії та хімічної технології
- з	01.01.1958	Відділ хімічних і геологічних наук

## Установи відділення
- Інститут біоколоїдної хімії імені Ф. Д. Овчаренка НАН України[1] (Створений у 1991 р.)
  - Основні наукові напрями діяльності:
    - біоколоїдна хімія природних та синтетичних дисперсних систем і матеріалів, біоекологія, біосенсорні системи, наномедицина;
    - фізична та колоїдна хімія дисперсних матеріалів, нанорозмірні колоїдні системи та наноматеріали, макрокінетика та фрактальні властивості дисперсних систем;
    - біотехнології збагачення мінеральної сировини та захисту довкілля;
    - колоїдно-хімічне матеріалознавство;
    - принципи, методи та технології одержання наноматеріалів і їх практичне використання.
- Інститут біоорганічної хімії та нафтохімії імені В. П. Кухаря НАН України[2] (Створений у 1987 р.)
  - Основні наукові напрями діяльності [Архівовано 17 жовтня 2021 у Wayback Machine.]:
    - Синтез потенційно біоактивних сполук і дослідження зв'язку між структурою і активністю.
    - Хімічні моделі біологічних процесів, синтез і вивчення біологічних властивостей нових регуляторів для застосування в медицині і сільському господарстві
    - Розробка наукових основ синтезу і технологій одержання практично важливих продуктів і матеріалів з вуглеводневої сировини
- Інститут загальної та неорганічної хімії імені В. І. Вернадського НАН України[3] (створений у 1929 р.)
  - Основні наукові напрями діяльності [Архівовано 17 жовтня 2021 у Wayback Machine.]:
    - Нові наукоємні функціональні неорганічні речовини, матеріали, покриття
    - Електрохімія розплавлених, рідких та твердих електролітних і електродних систем
    - Гетерогенна координаційна хімія
    - Екологічний та «економічний» кругообіг металовмісних речовин
- Інститут колоїдної хімії та хімії води імені А. В. Думанського НАН України[4] (Створений у 1968 р.)
  - Основні наукові напрями діяльності:
    - хімія, фізика та біологія води;
    - новітні технології водоочищення та водопідготовлення;
    - фундаментальні основи колоїдної хімії та нанохімії, поверхневі та електрокінетичні явища, колоїдна хімія біологічних систем, фізико-хімічна механіка;
    - аналітична хімія водних систем;
    - розроблення сучасних методів оцінювання якості води
- Інститут органічної хімії НАН України[5] (створений у 1939 р.)
  - Основні наукові напрями діяльності:
    - теоретичні й експериментальні дослідження будови, кольоровості та реакційної здатності органічних сполук;
    - тонкий органічний синтез;
    - асиметричний синтез та каталіз;
    - хімія гетероатомних органічних сполук;
    - супрамолекулярна хімія макроциклічних сполук;
    - наукові основи синтезу сполук із практично корисними властивостями, зокрема фізіологічно активних речовин, ціанінових барвників, органічних каталізаторів і комплексоутворювачів.
- Інститут фізико-органічної хімії та вуглехімії імені Л. М. Литвиненка НАН України[6] (створений у 1967 р.)
  - Основні наукові напрями діяльності [Архівовано 17 жовтня 2021 у Wayback Machine.]:
    - дослідження реакційної здатності органічних сполук, в т.ч. в умовах гомогенного і трансфазного каталізу
    - вивчення фізико-хімічних властивостей викопного вугілля та вуглецевих матеріалів з метою створення методів його переробки та раціонального використання
    - синтез, структура і властивості гетероциклічних сполук, в тому числі їх біологічно активних різновидів
- Інститут хімії високомолекулярних сполук НАН України[7] (Створений у 1958 р.)
  - Основні наукові напрями діяльності [Архівовано 17 жовтня 2021 у Wayback Machine.]:
    - хімія, фізикохімія та технологія функціональних полімерів та композитів на їх основі
    - теоретичні основи модифікації синтетичних полімерів та композитів на їх основі природними полімерами та продуктами малотоннажної хімії
    - наукові засади формування функціональних органо-неорганічних полімерів та композитів на основі природних сполук
    - теоретичні основи формування полімерів медичного призначення
- Інститут фізичної хімії імені Л. В. Писаржевського НАН України[8] (створений у 1927 р.)
  - Основні наукові напрями діяльності [Архівовано 17 жовтня 2021 у Wayback Machine.]:
    - Теорія хімічної будови, кінетика і реакційна здатність
    - Каталіз
    - Адсорбція і адсорбенти
    - Хімія високих енергій
    - Фізико-неорганічна хімія
- Фізико-хімічний інститут імені О. В. Богатського НАН України[9] (створений у 1977 р.)
  - Основні наукові напрями діяльності:
    - вивчення залежності між структурою та властивостями супрамолекулярних сполук, розроблення спрямованого синтезу біологічноактивних речовин- перспективних лікарських препаратів (нейротропних, імунотропних, противірусних, антиагрегаційних тощо)
    - розвиток методів синтезу (зокрема каталітичного синтезу) неорганічних координаційних сполук рідкісних й рідкісноземельних елементів, вивчення їх структури і властивостей задля створення нових функціональних матеріалів та нанокомпозитів для оптики й оптоелектроніки.
- Інститут хімії поверхні НАН України[10] (Створений у 1986 р.)
  - Основні наукові напрями діяльності:
    - теорія хімічної будови і реакційної здатності поверхні твердих тіл;
    - медико-біологічні та біохімічні проблеми поверхні;
    - фізико-хімія поверхневих явищ;
    - хімія, фізика і технології наноматеріалів.
- Інститут сорбції і проблем ендоекології НАН України[11] (Створений у 1991 р.)
  - Основні наукові напрями діяльності:
    - теорія селективної сорбції, наукові основи синтезу сорбентів із заданими властивостями;
    - розроблення спеціалізованих сорбентів, а також сорбційних методів і технологій для медицини (ендоекологія) та охорони довкілля;
    - створення нетрадиційних каталізаторів і каталітичних процесів переважно на основі використання відновлювальної сировини;
    - дисперсні матеріали для енергонакопичувальних систем.
- Відділення фізико-хімії горючих копалин Інституту фізико-органічної хімії і вуглехімії ім.Л.М.Литвиненка (Створене у 1986 р.)
  - Основні наукові напрями діяльності [Архівовано 17 жовтня 2021 у Wayback Machine.]
    - дослідження радикальної полімеризації в гетерогенних системах, реакційної здатності та будови полімерних міжфазних шарів, створення нових композиційних матеріалів та дослідження їх властивостей.
    - дослідження процесів формування наноматеріалів та нових функціональних наносистем;
    - дослідження в галузі реакційної здатності, кінетики і механізму хімічних процесів окиснення органічної сировини;
    - дослідження біотехнологічних процесів;
    - синтез нових екологічно безпечних речовин та їхніх функціональних властивостей;
    - розроблення наукових основ комплексного екологічного моніторингу та методології відновлення техногенно зміненого довкілля в районах афтовидобування.
- Міжвідомче відділення електрохімічної енергетики НАН України (Створене у 1996 р.)
  - Основні наукові напрями діяльності:
    - розробка наукових основ одержання нових іонопровідних електродних і теплоакумулюючих матеріалів.
    - синтез та вивчення фізико-хімічних і енергетичних властивостей енергоперетворюючих матеріалів та систем під дією градієнта теплового, електричного і магнітного полів.
    - створення нових електрохімічних, термоелектричних, теплових енергоперетворювачів та накопичувачів енергії.

## Видання відділення
Установи відділення станом на 2021 рік видавали 11 наукових журналів.
- Полімерний журнал[13]
- Теоретична і експериментальна хімія[14]
- Хімія та технологія води[15]
- Ukrainica Bioorganica Acta[16]
- Журнал органічної та фармацевтичної хімії[17]
- Український хімічний журнал[18]
- Хімія, фізика та технологія поверхні[19]
- Каталіз на нафтохімія[20]
- Збірник наукових праць Поверхня[21]
- Актуальні проблеми транспортної медицини[22]
- Вісник психіатрії та психофармакотерапії[23]

## Керівництво відділення
Координує роботу відділення його бюро, очолюване академіком-секретарем. Академіками-секретарями відділення були: 
- Мацуревич Іполит Купріянович (1939—1946),
- Лашкарьов Вадим Євгенович (1946-1948),
- Кіпріанов Андрій Іванович (1948—1952, 1952-1957),
- Делімарський Юрій Костянтинович (1957-1959),
- Родіонов Сергій Петрович (1959-1961),
- Овчаренко Федір Данилович (1961-1962),
- Яцимирський Костянтин Борисович (1963-1978),
- Кухар Валерій Павлович (1978-1988),
- Походенко Віталій Дмитрович (1988-1998),
- Гончарук Владислав Володимирович (1998-2015)
- Картель Микола Тимофійович (2015-).

## Премії
Відділення оголошує конкурси на низку іменних премій імені видатних вчених НАН України в галузі хімії:
- Премія НАН України імені А. І. Кіпріанова — премія за видатні наукові роботи в галузі органічної хімії, хімії високомолекулярних сполук та хімічної технології (1987 р.).
- Премія НАН України імені Л. В. Писаржевського —  премія за видатні наукові роботи в галузі хімії та хімічної технології (1964 р.).
- Премія НАН України імені О. І. Бродського -  премія за видатні наукові роботи в галузі теорії хімічної будови, кінетики та реакційної здатності (2007 р.).